# 죽산향교
죽산향교(竹山鄕校)는 대한민국 경기도 안성시 죽산면에 있는 조선 시대의 향교이다. 1983년 9월 19일 경기도의 문화재자료 제26호로 지정되었다.

## 개요
향교는 공자와 여러 성현께 제사를 지내고 지방민의 교육과 교화를 위해 나라에서 세운 교육기관이다.
죽산향교는 조선 중종 28년(1533)에 처음 지었으나, 그 이후의 기록은 남아 있지 않다．최근에 담장을 새로 지었고 외삼문을 복원하였다.
건물 배치는 앞쪽에 교육 공간인 명륜당이 있고, 뒤쪽에 제사 공간인 대성전과 동무·서무가 있는 전학후묘의 형식이다.
공자 등 성현의 위패를 모신 대성전은 앞면 3칸·옆면 2칸의 규모이며, 지붕은 옆면에서 볼 때 사람 인(人)자 모양인 맞배지붕이다. 지붕 처마를 받치기 위해 장식하여 만든 공포는 새 부리 모양으로 짜맞춘 익공 양식으로 꾸몄다. 동무와 서무는 각각 앞면 3칸·옆면 1칸 규모로 지붕은 맞배지붕으로 꾸몄다.
학생들이 모여 공부하는 강당인 명륜당은 앞면 3칸·옆면 2칸 규모를 갖추고 있다. 대성전과 달리 지붕은 옆에서 볼 때 여덟 팔(八)자 모양의 화려한 팔작지붕으로 꾸몄다.
조선시대에는 나라에서 토지와 노비·책 등을 지원받아 학생을 가르쳤으나, 지금은 교육 기능은 없어지고 제사 기능만 남아 있다.

## 참고 자료
- 죽산향교 - 국가유산청 국가유산포털